# ヘクラ (臼砲艦・2代)
ヘクラ (HMS Hecla) はイギリスのヘクラ級臼砲艦。372トン。1815年7月15日に進水。
1816年8月、アルジェのバルバリア海賊攻撃に参加。1918年、北極探検船に改装される。
「ヘクラ」はウィリアム・エドワード・パリーやジョージ・フランシス・リヨン (George Francis Lyon) の指揮の元で、北西航路探索や北極点到達を目的とした航海を3度おこなった。冬季には何度も氷に閉じ込められたが、大きく損傷することは無かった。
1回目の航海では、パリーの指揮する「ヘクラ」と僚船「Griper」は1819年に西経112度51分まで到達し、それからメルヴィル島沖での越冬のため引き返した。一つの季節の間にそれより西まで航海できた船は、1969年の砕氷タンカー「マンハッタン (Manhattan)」まで存在しなかった。翌年、2隻は西経113度46分まで達し、それからイギリスへ帰還した。
1821年から1823年におこなわれた2度目の航海では、「ヘクラ」はリヨンが指揮し、パリーは「ヘクラ」の同型艦「フュリー (HMS Fury)」から探検隊全体を率いた。この航海で到達した最も遠い場所は、フォックス湾とブーシア湾の間にある常に氷に閉ざされている海峡で、そこは2隻の船名にちなみフュリーアンドヘクラ海峡命名された。
3度目の航海は、1824年から1825年にかけてのカナダの北極諸島探検であった。再び「フュリー」と共に行われたこの探検は、氷の状態により失敗した。「フュリー」は大破し、放棄を余儀なくされた。
1827年、「ヘクラ」は、スピッツベルゲン島から船で北極点到達を目指す不成功に終わったパリーの試みに用いられた。その航海の後「ヘクラ」は北極探検から退き、測量船として西アフリカへ派遣された。1831年までその任務についた後、「ヘクラ」は売却された。
他の多くの臼砲艦同様、「ヘクラ」も火山の名前が付けられており、「ヘクラ」はアイスランドにある火山である。